# 주코스타리카 대한민국 대사관
주코스타리카 대한민국 대사관(스페인어: Embajada de la República de Corea en la República de Costa Rica)은 1974년 코스타리카 산호세에 개설된 대한민국 외교부 소속의 대사관이다.

## 역사
코스타리카는 1949년 8월 12일 대한민국을 승인하고 1962년 8월 15일 외교 관계를 수립하였으며, 1974년 9월 주코스타리카 대한민국 대사관, 1978년 주한 코스타리카 대사관이 각각 설치되었다. 조선민주주의인민공화국과는 1974년 수교하였으나 미얀마의 아웅산 묘역 테러 사건 이후 제3국으로서는 처음으로 1983년 조선민주주의인민공화국과 단교하였다.
코스타리카는 전통적으로 유엔 등 국제 무대에서 대한민국의 입장을 지지하는 등 정치, 경제적으로 우호 협력 관계를 유지해오고 있다. 1985년 5월 루이스 알베르토 몽헤 대통령, 1999년 2월 오스카르 아리아스 대통령이 민주주의 시장경제 국제회의 참석차 방한하였다. 1998년 12월 현재 교민수는 영주 거주자 284명, 체류자 67명으로 총 351명이며, 이들 대부분은 대한민국에서 의류 등을 수입하여 판매한다.

## 역대 대사
출처: 주코스타리카 대한민국 대사관
- 제1대: 이용훈 (1981년 4월 8일 신임장 제정)
- 제2대: 김재훈 (1982년 10월 14일 신임장 제정)
- 제3대: 정해헌 (1986년 3월 4일 신임장 제정)
- 제4대: 김창근 (1989년 3월 2일 신임장 제정)
- 제5대: 이정수 (1992년 9월 29일 신임장 제정)
- 제6대: 김승영 (1995년 9월 13일 신임장 제정)
- 제7대: 김영식 (1998년 10월 8일 신임장 제정)
- 제8대: 신숭철 (2001년 10월 10일 신임장 제정)
- 제9대: 임창순 (2003년 7월 15일 신임장 제정)
- 제10대: 조병립 (2006년 10월 25일 신임장 제정)
- 제11대: 권태면 (2009년 3월 10일 신임장 제정)
- 제12대: 전홍조 (2012년 4월 12일 신임장 제정)
- 제13대: 전영욱 (2015년 5월 6일 신임장 제정)
- 제14대: 윤찬식 (2018년 7월 4일 신임장 제정)
- 제15대: 김진해 (2021년 7월 29일 신임장 제정)
- 제16대: 전근석 (2024년 8월 21일 신임장 제정)

## 같이 보기
- 주한 코스타리카 대사관
- 대한민국의 재외공관 목록
- 코스타리카 주재 외국공관 목록
- 대한민국-코스타리카 관계